# عين لافان

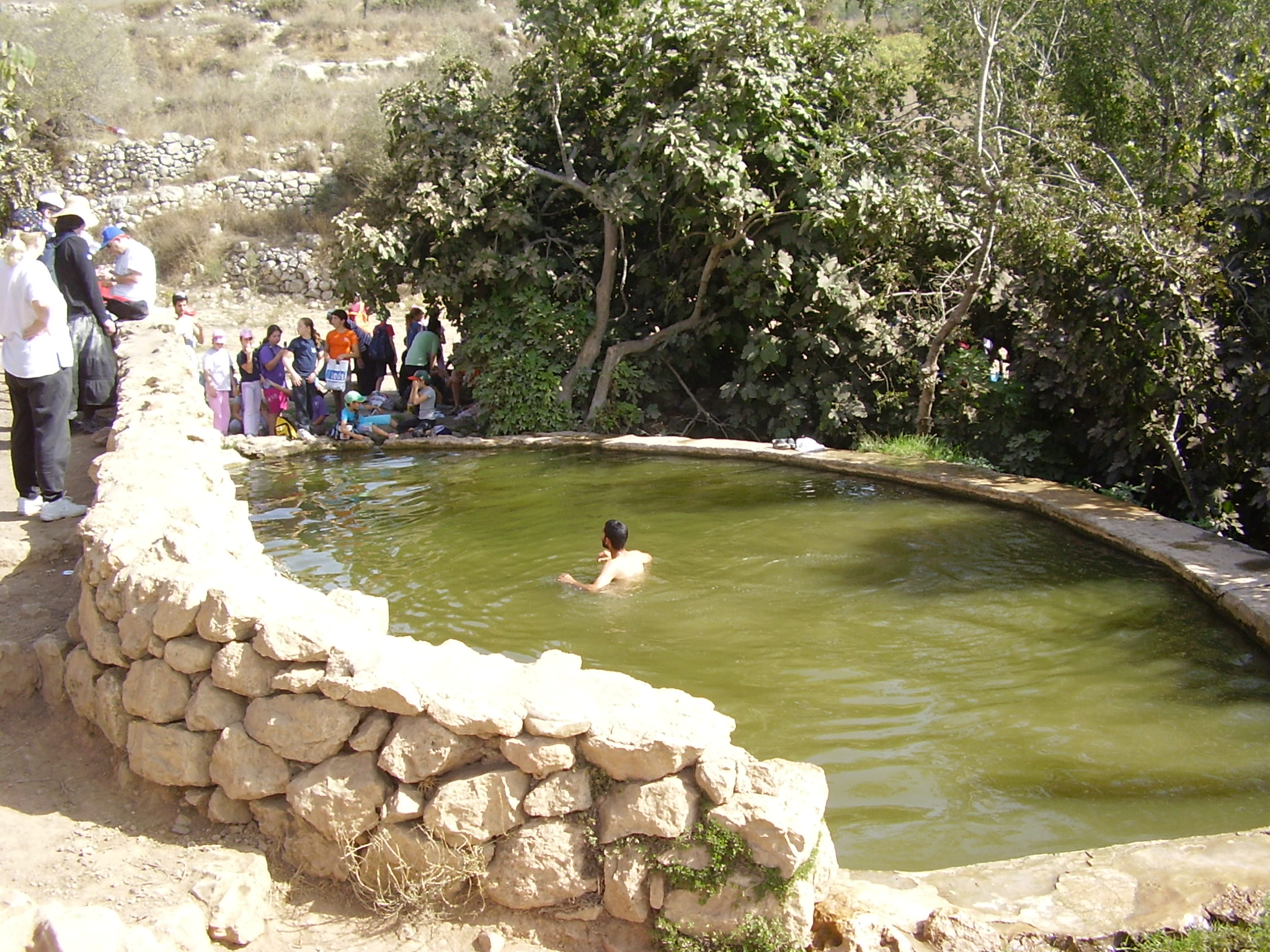
عين لافان

عين لافان (بالعبرية: עין לבן) هو عين يقع في ضواحي القدس، على بعد 2 كم شرق حديقة حيوان القدس التوراتية. وهي تقع في جبال يهودا.
```
تتواجد ينابيع عين لافان في سلسلة جبال لاڤان، التي تعلو الضفة الشمالية 
لوادي رفاييم
 
[الإنجليزية]
 مباشرةً، وتحيط بها أشجار 
التين
 
والجوز
 
واللوز
 
والخروب
 
والزيتون
 وأشجار 
التوت
.
```

## علم الآثار
على مر السنين، أجرت سلطة الآثار الإسرائيلية عدة حفريات إنقاذ حول عين لافان وعند سفوح الوادي. تشير البقايا الأثرية المكتشفة خلال الحفريات إلى أن الموقع كان يستخدم بشكل مكثف للزراعة منذ العصور القديمة. ووفقا للحفارات، فإن البقايا هي نموذجية للمناطق الريفية النائية في جنوب بلاد الشام. تشمل البقايا المُكتشفة المدرجات الزراعية وأبراج المراقبة [الإنجليزية]، ومعاصر النبيذ [الإنجليزية]، والمحاجر، والمقابر المنحوتة في الصخور/المنحوتة [الإنجليزية]، والكهوف السكنية، وقنوات الري، وبرك المياه، وبقايا المباني.
تشير الأثَار إلى وجود نشاط بشري مستمر في الموقع من العصر الحديدي وحتى نهاية فترة الانتداب. وقد استُخدم الينبوع للزراعة من قبل سكان الولجة. معظم النتائج التي اكتشفت كانت من الفترة البيزنطية والفترة الإسلامية المُبكرة. وهي تشمل العديد من أحجار الفسيفساء وشظايا البلاط التي تشير إلى مبنى عام، وشظايا من الفخار يعود معظمها إلى العصر البيزنطي والعصر الإسلامي المبكر وبعضها إلى العصر الحديدي، وست قطع نقدية يمكن التعرف عليها: عملة معدنية من السنوات 351-361 (تحديد غير مؤكد)، عملة معدنية تعود لعهد قسطنطين الثاني (355-361)؛ عملتان من الأعوام 383-395، عملة من العصر الأموي بعد الإصلاح (697-750 م) وعملة انتدابية (ميل) من عام 1943. بالإضافة إلى ذلك، عثر على العديد من العناصر المعدنية، بما في ذلك جرس به نقش إنجليزي وزر لوحدة من الجيش البريطاني من فترة الانتداب.